# Pierre Le Moign'
Pour les articles homonymes, voir Le Moign.
Pierre Le Moign', né le 7 avril 1913 à Gouarec dans les Côtes-du-Nord, mort le 13 mai 1974 à Garches dans les Hauts-de-Seine, est un responsable de la Résistance pendant la Seconde Guerre mondiale. Il est Compagnon de la Libération.

## Biographie
Pierre Le Moign' naît à Gouarec dans les Côtes-du-Nord en Bretagne le 7 avril 1913. Fils d'un receveur des impôts, il suit des études supérieures de droit et de lettres, à Rennes, à Paris et à Dijon.
Il devient instituteur. Il effectue son service militaire dans l'infanterie, en 1936 et 1937.
Au début de la Seconde Guerre mondiale, Pierre Le Moign' est mobilisé dans l'infanterie en août 1939. Il participe en mai 1940 au combat de Sedan puis en juin à Gault-La-Forêt.
Il est fait prisonnier le 14 juin 1940. Emmené en Allemagne, il y suscite la résistance dans plusieurs camps d'internement et kommandos. Il organise de la propagande, des sabotages et des filières d'évasion. Il s'évade lui-même cinq fois, mais est repris.
Il se fait finalement passer pour malade et est rapatrié à ce titre en mars 1943. Il entre aussitôt dans la Résistance, au sein du Mouvement de résistance des prisonniers de guerre et déportés (MRPGD), fondé par Michel Cailleau, dont il devient un des adjoints.
Le Moign' est chargé en mai 1943 de créer en Zone Sud l'organisation regroupant ceux qui doivent être soumis au Service du travail obligatoire ou à la « Relève ». Il s'organise pour cela avec les différents maquis de la Résistance, mais il est arrêté par la Gestapo, et interné au camp de Compiègne.
Il s'évade de Compiègne le 13 août 1943, et devient responsable de l'ensemble du MRPGD pour la Zone Sud. Arrêté fin août, de nouveau par la Gestapo, il est détenu pendant un mois et demi, puis libéré sur prononciation d'un non-lieu.
Il reprend ses responsabilités dans la Résistance, réorganise les services de son réseau, est nommé délégué général en février 1944. La milice l'arrête le 5 mars 1944 sur un guet-apens, l'emmène, l'interroge et le torture au point de subir plusieurs syncopes, mais il réussit à ne pas parler. Transféré à Lyon, il est de nouveau torturé, puis traduit en cour martiale, mais arrive encore une fois à s'évader.
Le Moign' est en mai 1944 le secrétaire général du Mouvement national des prisonniers de guerre et déportés (MNPGD), fondé à partir du MRPGD et d'autres réseaux. Il participe en août 1944 à la Libération de Paris, puis se charge de reclasser les anciens prisonniers et déportés.
Il est créé Compagnon de la Libération par le décret du 20 janvier 1946. Après la guerre, il retourne à l'enseignement comme professeur de lettres.
Pierre Le Moign' meurt le 13 mai 1974 à Garches (Hauts-de-Seine) ; il est enterré à Lent, dans l'Ain.

## Distinctions
- Chevalier de la Légion d'honneur
- Compagnon de la Libération par décret du 20 janvier 1946
- Médaille militaire
- Croix de guerre 1939–1945 avec palmes
- Médaille des évadés
- Chevalier de l'ordre des Palmes académiques
- Croix du combattant volontaire de la guerre de 1939–1945
- Croix du combattant volontaire de la Résistance
- Médaille de la déportation pour faits de Résistance

## Ouvrages
- Pierre Le Moign', alias Le Breton, Les Chemins du refus, 1940-1944, Paris, INPR, 1983, 237 pages.